# Тлалпан
Тлалпан (шп. Tlalpan) насеље је у Мексику у савезној држави Мексико Сити у општини Тлалпан. Насеље се налази на надморској висини од 2419 м.

## Становништво
Према подацима из 2010. године у насељу је живело 574577 становника.

### Хронологија
| Година       | 2000                     | 2005                     | 2010                     |
| ------------ | ------------------------ | ------------------------ | ------------------------ |
| Становништво | 534905 (256927 / 277978) | 547848 (262654 / 285194) | 574577 (274712 / 299865) |

### Попис
| \| \| м \| \| \| ж \| \| 0—2 \| 11.467 \| \| \| 10.858 \| \| 3—5 \| 12.670 \| \| \| 12.263 \| \| 6—11 \| 26.414 \| \| \| 25.509 \| \| 12—14 \| 13.147 \| \| \| 12.691 \| \| 15—17 \| 14.077 \| \| \| 13.718 \| \| 18—24 \| 34.471 \| \| \| 35.168 \| \| 60+ \| 26.878 \| \| \| 34.867 \| \| Просек : \| 31,7 \| \| \| 33,3 \| |        |  |  |        |
| |        |  |  |        |
| | м      |  |  | ж      |
| 0—2 | 11.467 |  |  | 10.858 |
| 3—5 | 12.670 |  |  | 12.263 |
| 6—11 | 26.414 |  |  | 25.509 |
| 12—14 | 13.147 |  |  | 12.691 |
| 15—17 | 14.077 |  |  | 13.718 |
| 18—24 | 34.471 |  |  | 35.168 |
| 60+ | 26.878 |  |  | 34.867 |
| Просек : | 31,7   |  |  | 33,3   |

| #   | Индикатор                                                                                        | Вредност |
| --- | ------------------------------------------------------------------------------------------------ | -------- |
| 1   | Становништво од 0 до 2 године                                                                    | 22325    |
| 2   | Мушко становништво од 0 до 2 године                                                              | 11467    |
| 3   | Женско становништво од 0 до 2 године                                                             | 10858    |
| 4   | Становништво са 3 и више година                                                                  | 537307   |
| 5   | Мушко становништво са 3 и више година                                                            | 255767   |
| 6   | Женско становништво са 3 и више година                                                           | 281540   |
| 7   | Становништво са 5 и више година                                                                  | 520734   |
| 8   | Мушко становништво са 5 и више година                                                            | 247386   |
| 9   | Женско становништво са 5 и више година                                                           | 273348   |
| 10  | Становништво са 12 и више година                                                                 | 460451   |
| 11  | Мушко становништво са 12 и више година                                                           | 216683   |
| 12  | Женско становништво са 12 и више година                                                          | 243768   |
| 13  | Становништво са 15 и више година                                                                 | 434613   |
| 14  | Мушко становништво са 15 и више година                                                           | 203536   |
| 15  | Женско становништво са 15 и више година                                                          | 231077   |
| 16  | Становништво са 18 и више година                                                                 | 406818   |
| 17  | Мушко становништво са 18 и више година                                                           | 189459   |
| 18  | Женско становништво са 18 и више година                                                          | 217359   |
| 19  | Становништво од 3 до 5 година                                                                    | 24933    |
| 20  | Мушко становништво од 3 до 5 година                                                              | 12670    |
| 21  | Женско становништво од 3 до 5 година                                                             | 12263    |
| 22  | Становништво од 6 до 11 година                                                                   | 51923    |
| 23  | Мушко становништво од 6 до 11 година                                                             | 26414    |
| 24  | Женско становништво од 6 до 11 година                                                            | 25509    |
| 25  | Становништво од 8 до 14 година                                                                   | 60554    |
| 26  | Мушко становништво од 8 до 14 година                                                             | 30865    |
| 27  | Женско становништво од 8 до 14 година                                                            | 29689    |
| 28  | Становништво од 12 до 14 година                                                                  | 25838    |
| 29  | Мушко становништво од 12 до 14 година                                                            | 13147    |
| 30  | Женско становништво од 12 до 14 година                                                           | 12691    |
| 31  | Становништво од 15 до 17 година                                                                  | 27795    |
| 32  | Мушко становништво од 15 до 17 година                                                            | 14077    |
| 33  | Женско становништво од 15 до 17 година                                                           | 13718    |
| 34  | Становништво од 18 до 24 године                                                                  | 69639    |
| 35  | Мушко становништво од 18 до 24 године                                                            | 34471    |
| 36  | Женско становништво од 18 до 24 године                                                           | 35168    |
| 37  | Женско становништво од 15 до 49 година                                                           | 163288   |
| 38  | Становништво са 60 и више година                                                                 | 61745    |
| 39  | Мушко становништво са 60 и више година                                                           | 26878    |
| 40  | Женско становништво са 60 и више година                                                          | 34867    |
| 41  | Однос између мушкараца и жена                                                                    | 91.61    |
| 42  | Становништво од нуле до 14 година                                                                | 125019   |
| 43  | Становништво од 15 до 64 године                                                                  | 394131   |
| 44  | Становништво од 65 година и више                                                                 | 40482    |
| 45  | Просечан број деце                                                                               | 1.8      |
| 46  | Становништво рођено у ентитету                                                                   | 437860   |
| 47  | Мушко становништво рођено у ентитету                                                             | 213560   |
| 48  | Женско становништво рођено у ентитету                                                            | 224300   |
| 49  | Становништво рођено у другом ентитету                                                            | 115609   |
| 50  | Мушко становништво рођено у другом ентитету                                                      | 50787    |
| 51  | Женско становништво рођено у другом ентитету                                                     | 64822    |
| 52  | Становништво од 5 година и више резидентно у ентитету у јуну 2005. године                        | 498546   |
| 53  | Мушко становништво старосног доба од 5 година и више, резидентно у ентитету у јуну 2005. године  | 236709   |
| 54  | Женско становништво старосног доба од 5 и више година, резидентно у ентитету у јуну 2005. године | 261837   |
| 55  | Становништво од 5 година и више које је живело у другом ентитету у јуну 2005. године             | 16163    |
| 56  | Мушко становништво старије од 5 година које је живело у другом ентитету у јуну 2005. године      | 7596     |
| 57  | Женско становништво старије од 5 година које је живело у другом ентитету у јуну 2005. године     | 8567     |
| 58  | Становништво од 3 године и више које говори аутохтони језик                                      | 8472     |
| 59  | Мушко становништво старо 3 године и више које говори аутохтони језик                             | 3799     |
| 60  | Женско становништво старо 3 године и више које говори аутохтони језик                            | 4673     |
| 61  | Становништво од 3 године и више које говори аутохтони језик и не говори шпански језик            | 37       |
| 62  | Мушко становништво старо 3 године и више које говори аутохтони језик и не говори шпански         | 10       |
| 63  | Женско становништво старо 3 године и више које говори аутохтони језик и не говори шпански језик  | 27       |
| 64  | Становништво старо 3 године и више које говори аутохтони језик и шпански                         | 7120     |
| 65  | Мушко становништво старо 3 године и више које говори аутохтони језик и шпански                   | 3184     |
| 66  | Женско становништво старо 3 године и више које говори аутохтони језик и шпански                  | 3936     |
| 67  | Становништво од 5 година и више које говори аутохтони језик                                      | 8429     |
| 68  | Становништво од 5 година и више које говори аутохтони језик и не говори шпански језик            | 34       |
| 69  | Становништво од 5 година и више које говори аутохтони језик и говори шпански језик               | 7097     |
| 70  | Становништво у домородачким домаћинствима                                                        | 18463    |
| 71  | Становништво са ограничењима у активностима                                                      | 22877    |
| 72  | Становништво са ограниченим ходањем или кретањем, горе или доле                                  | 13179    |
| 73  | Становници са ограничењима вида, чак и уз кориштење сочива                                       | 5995     |
| 74  | Становништво са ограничењима говора, комуникације или конверзације                               | 1732     |
| 75  | Становништво са ограниченим слухом                                                               | 2593     |
| 76  | Становништво са ограничењима при одевању, купању или јелу                                        | 1461     |
| 77  | Становништво са ограничењима у опажању или учењу једноставних ствари                             | 1308     |
| 78  | Становништво са менталним ограничењима                                                           | 2573     |
| 79  | Становништво без ограничења активности                                                           | 531958   |
| 80  | Становништво од 3 до 5 година које не похађа школу                                               | 7878     |
| 81  | Мушко становништво од 3 до 5 година које не похађа школу                                         | 4010     |
| 82  | Женско становништво од 3 до 5 година које не похађа школу                                        | 3868     |
| 83  | Становништво од 6 до 11 година које не похађа школу                                              | 1010     |
| 84  | Мушко становништво од 6 до 11 година које не похађа школу                                        | 512      |
| 85  | Женско становништво од 6 до 11 година које не похађа школу                                       | 498      |
| 86  | Становништво од 12 до 14 година које не похађа школу                                             | 1043     |
| 87  | Мушко становништво од 12 до 14 година које не похађа школу                                       | 606      |
| 88  | Женско становништво од 12 до 14 година које не похађа школу                                      | 437      |
| 89  | Становништво од 15 до 17 година похађа школу                                                     | 21934    |
| 90  | Мушко становништво од 15 до 17 година похађа школу                                               | 11034    |
| 91  | Женско становништво између 15 и 17 година живота у школи                                         | 10900    |
| 92  | Становништво од 18 до 24 године похађа школу                                                     | 32589    |
| 93  | Мушко становништво од 18 до 24 године похађа школу                                               | 16635    |
| 94  | Женско становништво од 18 до 24 године похађа школу                                              | 15954    |
| 95  | Становништво од 8 до 14 година које не може да чита и пише                                       | 690      |
| 96  | Мушко становништво старосног доба од 8 до 14 година које не може да чита и пише                  | 414      |
| 97  | Женско становништво старосног доби од 8 до 14 година које не може да чита и пише                 | 276      |
| 98  | Становништво од 15 година и више које је неписмено                                               | 8577     |
| 99  | Мушко становништво од 15 година и више које је неписмено                                         | 2581     |
| 100 | Женско становништво од 15 година и више које је неписмено                                        | 5996     |
| 101 | Становништво старо 15 и више година без школовања                                                | 14343    |
| 102 | Мушко становништво старо 15 и више година без школовања                                          | 5212     |
| 103 | Женско становништво старо 15 и више година без школовања                                         | 9131     |
| 104 | Становништво старосног доба 15 и више година са непотпуним основним образовањем                  | 23706    |
| 105 | Мушко становништво старосног доба од 15 година и више са непотпуном основним образовањем         | 9329     |
| 106 | Женско становништво старосног доба 15 и више година са непотпуном основним образовањем           | 14377    |
| 107 | Становништво старо 15 и више година са комплетним основним образовањем                           | 45157    |
| 108 | Мушко становништво старо 15 година и више са комплетним основним образовањем                     | 19508    |
| 109 | Женско становништво старо 15 и више година са комплетним основним образовањем                    | 25649    |
| 110 | Становништво старосног доба 15 и више година са непотпуним средњим образовањем                   | 18672    |
| 111 | Мушко становништво старосног доба од 15 година и више са непотпуним средњим образовањем          | 10372    |
| 112 | Женско становништво старосног доба од 15 година и више са непотпуним средњим образовањем         | 8300     |
| 113 | Становништво старо 15 и више година са пуним секундарном образовањем                             | 79756    |
| 114 | Мушко становништво старосног доба од 15 година и више са пуним секундарном образовањем           | 38831    |
| 115 | Женско становништво старосног доба од 15 година и више са пуним секундарном образовањем          | 40925    |
| 116 | Становништво старије од 18 година са постосновним образовањем                                    | 236669   |
| 117 | Мушко становништво старије од 18 година са постосновним образовањем                              | 113650   |
| 118 | Женско становништво старије од 18 година са постосновним образовањем                             | 123019   |
| 119 | Просечна оцена школовања                                                                         | 10.97    |
| 120 | Просечан ниво образовања мушке популације                                                        | 11.24    |
| 121 | Просечан ниво образовања женског становништва                                                    | 10.73    |
| 122 | Економски активно становништво                                                                   | 263096   |
| 123 | Економски активна мушка популација                                                               | 153598   |
| 124 | Економски активна женска популација                                                              | 109498   |
| 125 | Становништво које није економски активно                                                         | 194746   |
| 126 | Мушко становништво које није економски активно                                                   | 61780    |
| 127 | Женско становништво које није економски активно                                                  | 132966   |
| 128 | Запослено становништво                                                                           | 250420   |
| 129 | Запослено мушко становништво                                                                     | 145035   |
| 130 | Запослено женско становништво                                                                    | 105385   |
| 131 | Незапослена популација                                                                           | 12676    |
| 132 | Незапослена мушка популација                                                                     | 8563     |
| 133 | Незапослена женска популација                                                                    | 4113     |
| 134 | Становништво без права на здравствене услуге                                                     | 224834   |
| 135 | Становништво које има право на здравствене услуге                                                | 332789   |
| 136 | Становништво које има право на ИМСС                                                              | 177116   |
| 137 | Становништво које има право на социјално осигурање                                               | 80632    |
| 138 | Становништво које има право на државно социјално осигурање                                       | 572      |
| 139 | Становништво које има право на опште осигурање или здравствено осигурање за нову генерацију      | 27512    |
| 140 | Становништво које је било једном или није било у браку током 12 година и више                    | 172094   |
| 141 | Венчано или уједињено становништво од 12 година и више                                           | 235698   |
| 142 | Становништво које је било у браку или уједињено 12 година и више                                 | 51291    |
| 143 | Становништво са католичком религијом                                                             | 469763   |
| 144 | Протестанти, еванђелисти и библијски следбеници различити од еванђелиста                         | 38044    |
| 145 | Становништво са другим религијама различитим од претходних                                       | 1681     |
| 146 | Становништво без религије                                                                        | 37885    |
| 147 | Укупно пописаних домаћинства                                                                     | 152768   |
| 148 | Пописна домаћинства на челу са мушкарцима                                                        | 107350   |
| 149 | Пописна домаћинства на челу са женама                                                            | 45418    |
| 150 | Становништво у пописним домаћинствима                                                            | 556222   |
| 151 | Становништво у пописним домаћинствима на челу са мушкарцима                                      | 414084   |
| 152 | Становништво у пописним домаћинствима на челу са женама                                          | 142138   |
| 153 | Укупно домаћинстава                                                                              | 172538   |
| 154 | Укупно насељених домаћинстава                                                                    | 157745   |
| 155 | Укупно приватних кућа                                                                            | 167561   |
| 156 | Насељени приватни домови                                                                         | 152768   |
| 157 | Укупно насељених приватних кућа                                                                  | 157647   |
| 158 | Ненасељене приватне куће                                                                         | 10607    |
| 159 | Појединачна домаћинства за привремену употребу                                                   | 4186     |
| 160 | Становници у насељеним приватним кућама                                                          | 556222   |
| 161 | Насељеност станара у приватним становима                                                         | 3.64     |
| 162 | Просечно становника по соби у приватним насељеним домаћинствима                                  | 0.84     |
| 163 | Појединачна домаћинства са подовима од различитих материјала од земље                            | 149955   |
| 164 | Појединачна домаћинства у приземљу                                                               | 1504     |
| 165 | Појединачна домаћинства са једном спаваћом собом                                                 | 45081    |
| 166 | Појединачна домаћинства са две спаваће собе и више                                               | 107020   |
| 167 | Појединачна домаћинства са једним собом                                                          | 10278    |
| 168 | Појединачна домаћинства са две собе                                                              | 18542    |
| 169 | Појединачна домаћинства са 3 собе и више                                                         | 122975   |
| 170 | Појединачна домаћинства која имају електрично светло                                             | 152188   |
| 171 | Појединачна домаћинства која немају електрично светло                                            | 99       |
| 172 | Појединачна домаћинства која имају водоводну воду у стамбеном простору                           | 141306   |
| 173 | Појединачна домаћинства која немају водоводну воду у стамбеном простору                          | 10394    |
| 174 | Појединачна домаћинства која имају тоалет                                                        | 151173   |
| 175 | Појединачна домаћинства која имају канализацију                                                  | 150878   |
| 176 | Појединачна домаћинства која немају канализацију                                                 | 706      |
| 177 | Појединачна домаћинства која имају електрично светло, довод воде из јавне мреже и канализацију   | 140401   |
| 178 | Појединачна домаћинства без икаквих услова                                                       | 332      |
| 179 | Појединачна домаћинства која имају радио                                                         | 142377   |
| 180 | Појединачна домаћинства која имају телевизор                                                     | 149904   |
| 181 | Појединачна домаћинства која имају фрижидер                                                      | 139672   |
| 182 | Појединачна домаћинства која имају машину за веш                                                 | 123544   |
| 183 | Појединачна домаћинства која имају аутомобил или комби                                           | 86237    |
| 184 | Појединачна домаћинства која имају рачунар                                                       | 84427    |
| 185 | Појединачна домаћинства која имају фиксну телефонску линију                                      | 115562   |
| 186 | Појединачна домаћинства која имају мобилни телефон                                               | 122154   |
| 187 | Појединачна домаћинства која имају приступ интернету                                             | 70544    |
| 188 | Величина локације                                                                                | 13       |